# العركوب (المغرب)
العركوب هي قرية وجماعة قروية تقع في إقليم وادي الذهب بجهة الداخلة وادي الذهب، المغرب، وبلغ عدد سكانها 5.759 نسمة حسب الإحصاء العام للسكان والسكنى لسنة 2014.

## توأمة
للعركوب (المغرب) اتفاقيات توأمة مع:
- ساباديل (14 مايو 1989 - )[2]